# 계몽사 문고
계몽사 문고는 계몽사에서 펴낸 아동용 문고이다. 1977년 초판 발행 이래 1980년대에 걸쳐 발행되었다. 전 120권으로 가격은 각권 1600원(초판).
상당수가 원본을 아동용으로 축약, 윤색한 것이지만, 세계명작을 어린이가 부담없이 접할 수 있는 계기가 되었다는 점에 의의가 있다. 
인쇄 판형은 4×6판(130cm×190cm)이다.

## 작품 목록
1. 흰 고래 모비 딕  / 멜빌
2. 황금의 파라오  / 브루크너
3. 파브르 곤충기  / 파브르
4. 젠다성의 포로  / 호우프
5. 삼총사  / 뒤마
6. 미술의 세계  / 이경성
7. 아이반호우  / 스코트
8. 빛나는 쌍별  / 홍은표
9. 우주선 닥터  / 해리슨
10. 자유의 투사 링컨  / 오정환
11. 두꺼비 영웅  / 그레이엄
12. 유리 반지  / 린저
13. 치티 치티 빵빵  / 플레밍
14. 재미있는 산수 교실  / 김용운
15. 한초 군담  / 장봉·휘암
16. 동굴의 여왕  / 해가아드
17. 투명 인간  / 웰즈
18. 비폭력의 성웅 간디  / 간디
19. 원탁의 기사  / 불핀치 엮음
20. 정글북  / 키플링
21. 빨강머리 앤  / 몽고메리
22. 갠지즈 강의 저녁놀  / 고은 엮음
23. 비둘기 통신  / 카와바타
24. 집념의 대서양 횡단  / 린드버어그
25. 무지개 동산  / 이원수,김영일 엮음
26. 어린이의 벗 디즈니  / 권희철
27. 몬테크리스토 백작  / 뒤마
28. 원더북  / 호오도온
29. 플루타아크 영웅전  / 플루타르코스
30. 클로디아의 비밀  / 카니그즈버어그
31. 에베레스트에 건 꿈  / 헌트
32. 시이튼 동물기  / 시이튼
33. 하늘을 나는 교실  / 케스트너
34. 지저세계 펠루시다  / 버로우즈
35. 80일간의 세계 일주  / 베르느
36. 대장 불리바  / 고골리
37. 노래의 날개 위에  / 조풍연
38. 야생의 엘자  / 애덤슨
39. 승리의 증인 처어칠  / 처어칠
40. 쿠오 바디스  / 셴키에비치
41. 밀림의 왕자 타아잔  / 버로우즈
42. 다리 긴 아저씨  / 웹스터
43. 쾌걸 조로  / 맥컬리
44. 검둥이 피이터  / 비이헤르트
45. 홍당무  / 르나르
46. 괴도 신사 뤼팽  / 르블랑
47. 우주항로  / 한낙원
48. 야성의 부름  / 런던
49. 은 나이프  / 세레일리어
50. 모히컨 족의 최후  / 쿠우퍼
51. 충성 이야기  / 조풍연 엮음
52. 효도의 길  / 조풍연 엮음
53. 전진의 횃불 케네디  / 이승우
54. 위대한 왕  / 바이코프
55. 비밀의 화원  / 버어넷
56. 기암성  / 르블랑
57. 돌리틀 선생님 항해기  / 로프팅
58. 개구장이 일기  / 토마
59. 야구왕 베이브 루드  / 김영일
60. 세계의 민화  / 신지식 엮음
61. 이야기 논어  / 권희철 엮음
62. 라듐을 찾아서  / 퀴리 부인
63. 파랑새  / 마아테를링크
64. 비바람 속의 아이들  / 박화목
65. 바람의 왕자들  / 보두이
66. 주홍꽃  / 오르치
67. 위대한 유산  / 디킨즈
68. 사냥 이야기  / 이형신
69. 올리버 트위스트  / 디킨즈
70. 노인과 바다  / 헤밍웨이
71. 들장미 언덕  / 권용철
72. 루슬란과 류드밀라  / 푸시킨
73. 라일락 피는 집  / 올코트
74. 곰 푸우  / 밀른
75. 긴 겨울  / 와일더
76. 먼 나라의 눈  / 이희성
77. 자동차에 바친 일생  / 포오드
78. 메어리 포핀즈  / 트래버어즈
79. 대지  / 퍼얼 벅
80. 폼페이 최후의 날  / 리튼
81. 명견 래드  / 터어훈
82. 사냥군의 동굴  / 바우만
83. 지킬 박사와 하이드 씨  / 스티븐슨
84. 즐거운 학교 연극  / 홍은표
85. 악성 베에토벤  / 한영순
86. 허풍선이 남작의 모험  / 뷔르거
87. 흐린 날 갠 날  / 장수철
88. 미국의 독립을 위해  / 프랭클린
89. 비밀 계단  / 키인
90. 난파선  / 베르느
91. 우리 말글 이야기  / 정재도
92. 밀림의 성자 시바이쩌  / 한영순 엮음
93. 백마의 기수  / 시토름
94. 수레바퀴 밑  / 헤세
95. 암흑에서 광명으로  / 헬렌 켈러
96. 타임 머시인  / 웰즈
97. 밀림의 소년  / 만치
98. 과학의 아버지 뉴우튼  / 김수환 엮음
99. 본토트와 쿠스  / 티스나,라스트
100. 미운 새끼오리의 꿈  / 안데르센
101. 임 꺽정  / 박경수
102. 나는 둘  / 최요안
103. 장밋빛 구름  / 상드
104. 호움즈의 모험  / 도일
105. 즐거운 세계 일주  / 힐려
106. 끝없는 이야기  / 이훈종 엮음
107. 우주 전쟁  / 웰즈
108. 삼국유사  / 일연
109. 음악의 세계  / 박용구
110. 개구장이 아빠  / 앤스티
111. 임진왜란  / 유현종
112. 세계의 불가사의  / 박동현 엮음
113. 글짓기와 독서  / 이병호.최현섭
114. 삼국사기  / 김부식
115. 옛날 옛적에  / 편집위원회
116. 나의 소년 시절  / 신일철 엮음
117. 하아디 형제의 모험  / 딕슨
118. 조디와 아기사슴 1.  / 로울링즈
119. 조디와 아기사슴 2.
120. 하얀 매  / 아놀즈

## 같이 보기
- 계몽사